# 李梦庚 (民国)
李夢庚（1876年—1946年1月），名希莲，字夢庚，以字行，吉林农安人，中华民国政治人物。

## 生平
1876年，李夢庚出生。清朝末年，为秀才、贡生。曾任农安县立图书馆馆长。护法战争时南下，任大元帅谘议。后来返回中国东北，任东三省官银号总办。北伐战争后，在国民政府农林部任职。1931年2月，出任国民政府监察院监察委员。1946年1月，李夢庚逝世。 